# 타우루스 모델 85
타우루스 모델 85은 브라질의 타우루스 인터내셔널이 생산하는 38구경 리볼버 권총이다.
싱가포르 경찰은 기존의 스미스 앤 웨슨 리볼버에서 타우루스 모델 85로 교체했다. 대한민국 경찰은 스미스 앤 웨슨 모델 60을 사용중이다.
모델 85 울트라라이트는 알루미늄과 티타늄으로 제작되어, 무게가 374 g 이어서, 매우 가볍다.

## 같이 보기
- 스너비
- 타우루스 모델 605